# Тлущ (город)
Тлущ (Воломинский повят) (пол. Tłuszcz (powiat wołomiński))  —  город  в Польше, входит в Мазовецкое воеводство,  Воломинский повят.  Занимает площадь 7,81 км². Население 7213 человек (на 2004 год).